# Хабозеро (озеро)
Хабозеро — пресноводное озеро на территории Кривецкого сельского поселения Пудожского района Республики Карелии.

## Общие сведения
Площадь озера — 1,2 км², площадь водосборного бассейна — 110 км². Располагается на высоте 109,0 метров над уровнем моря.
Форма озера лопастная, продолговатая: оно более чем на два километра вытянуто с северо-запада на юго-восток. Берега изрезанные, преимущественно каменисто-песчаные.
Из северо-западной оконечности озера вытекает безымянная протока, впадающая в Колодозеро, из которого берёт начало река Виксеньга. Виксеньга впадает в реку Колоду, которая является притоком реки Водлы, впадающей в Онежское озеро.
С северо-востока в Хабозеро впадает река Хабаньзя, несущая воды озёр Большого Лебяжьего, Наглимозера и Саргозера.
В озере расположены два относительно крупных (по масштабам водоёма) острова без названия.
К северо-востоку от озера проходит лесная дорога.
Населённые пункты вблизи водоёма отсутствуют.
Код объекта в государственном водном реестре — 01040100411102000019489.